# Rádiové vlny

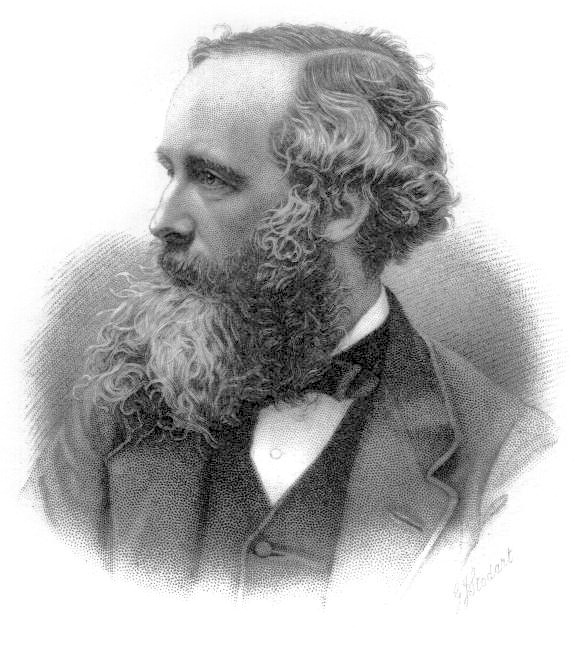
James Clerk Maxwell matematicky předpověděl existenci rádiových vln

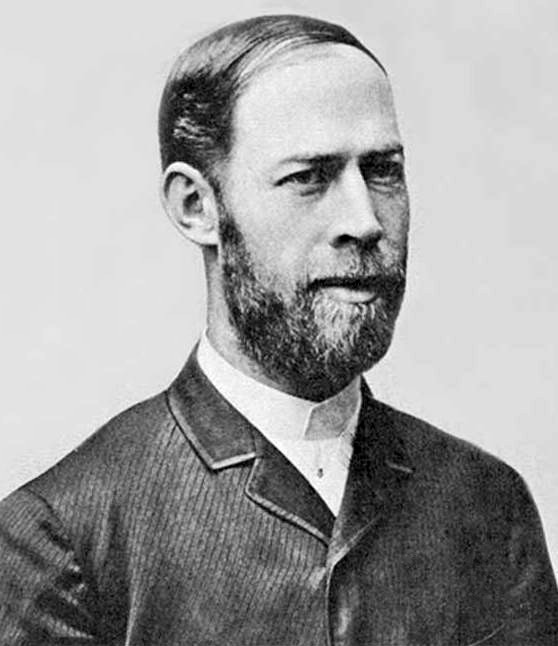
Heinrich Hertz uskutečnil první bezdrátový přenos v laboratoři a zkoumal vlastnosti rádiových vln

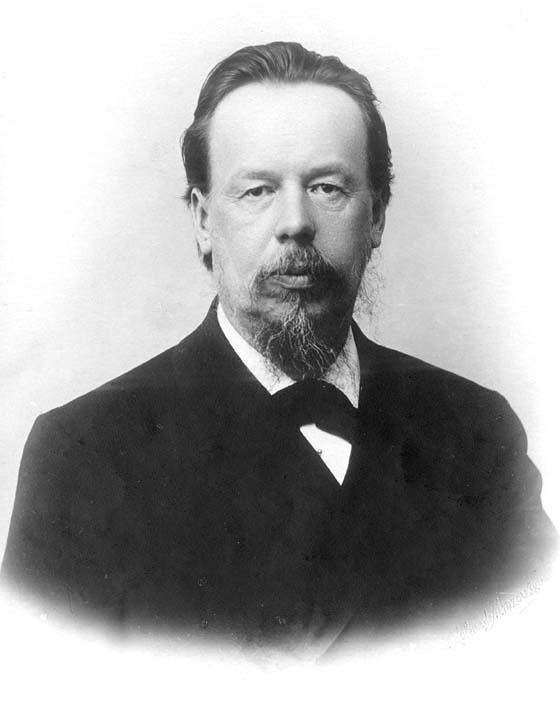
Alexandr Stěpanovič Popov demonstroval použití rádiových vln ke komunikaci

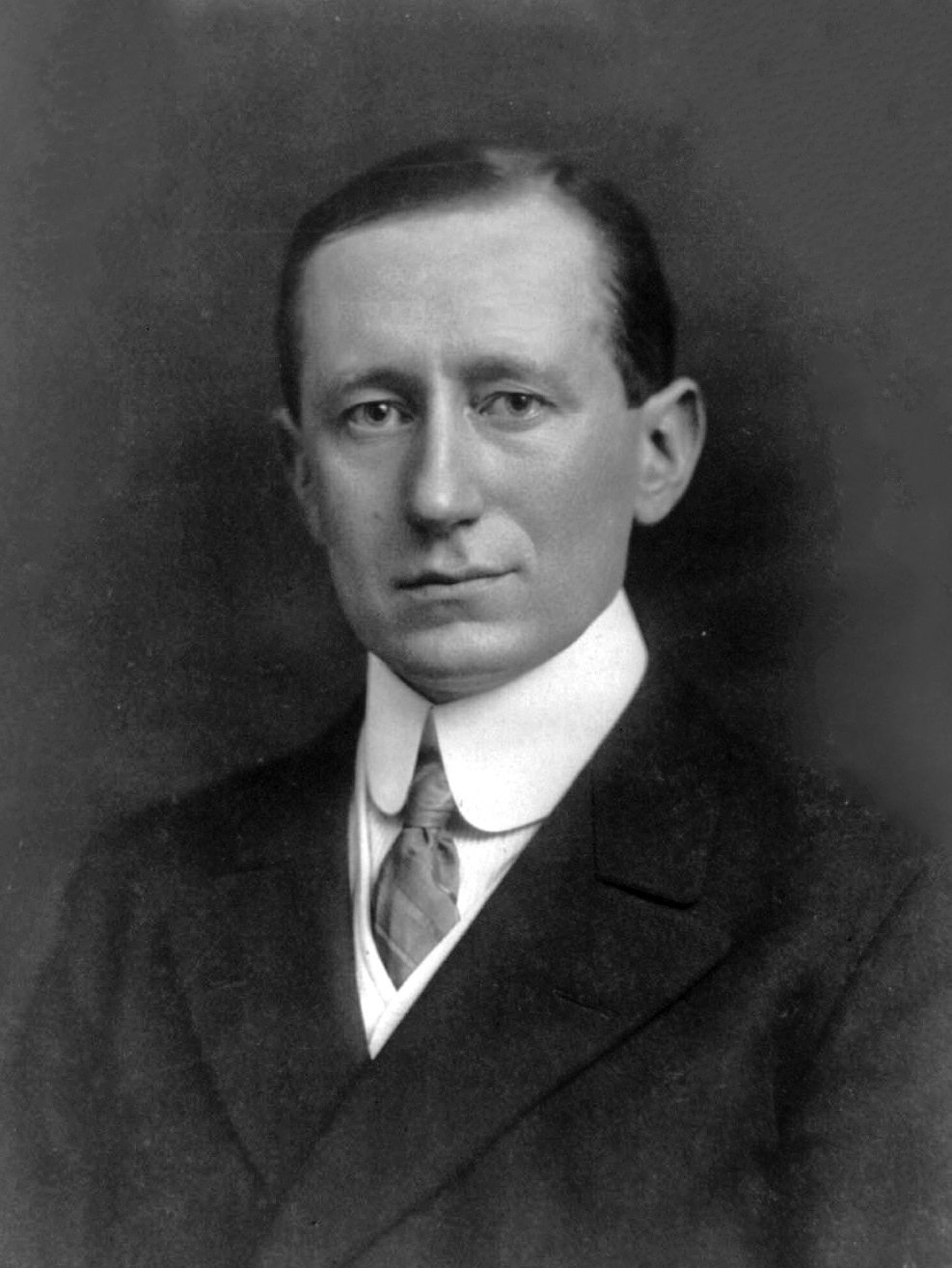
Guglielmo Marconi rozvinul praktické komerční používání rádiových vln ke komunikaci

Rádiové vlny (méně často rádiové záření) jsou elektromagnetické vlny tvořící část elektromagnetického spektra s nejnižšími frekvencemi. Rozsah frekvencí je od technických aplikací střídavého proudu s 30-50 Hz, až po nejvyšší frekvence v oblasti mikrovln 300 GHz. Odpovídající vlnové délky ve vakuu jsou tisíce kilometrů až 1 milimetr. Rychlost šíření rádiových vln je stejná jako rychlost šíření světla.
Dle standardního dělení spadají do oblasti rádiových vln i mikrovlny, protože i ty se využívají v oblasti komunikace. Kategorie rádiových vln pak zahrnuje celé spektrum bezdrátové komunikace (rádiová, televizní, mobilní komunikace, bezdrátový internet, satelitní navigace apod.).  

## Vznik
Rádiové vlny jsou elektromagnetickým zářením, které vzniká okolo elektricky nabitých částic pohybujících se s nenulovým zrychlením. Vzniká tak například v LC obvodu střídavého proudu a je-li k němu připojena anténa, mohou se rádiové vlny šířit do okolí. Přirozeně vysílá záření v oblasti rádiových vln i Slunce nebo planeta Jupiter.

## Vztah frekvence a vlnové délky
Frekvence a vlnová délka jsou vzájemně nepřímo úměrné veličiny. Při přechodu elektromagnetické vlny z vakua například do vody, se změní vlnová délka záření i rychlost šíření, pouze frekvence zůstane stejná. Proto se jednotlivá vlnová pásma jednoznačně dělí podle frekvence. Vlnová délka se pro stejnou frekvenci může lišit v závislosti na prostředí, kterým vlna prochází.

## Dělení na vlnová pásma
Oblast rádiových vln se dělí podle frekvence na vlnová pásma. Jednotlivá pásma se liší přenosovou kapacitou i dosahem.

#### Extrémně dlouhé vlny (EDV)
Anglicky Extremely low frequency waves (ELF), o frekvencích 300 Hz až 3 kHz.

#### Velmi dlouhé vlny (VDV)
Anglicky Very low frequency waves (VLF), o frekvencích 3 až 30 kHz. Námořní navigace, meteorologické služby.

#### Dlouhé vlny(DV), kilometrové vlny
Anglicky Low frequency waves (LF). mají frekvence 30 až 300 kHz. Použití pro rozhlasové dlouhé vlny, radiokomunikace, meteorologické služby.

#### Střední vlny(SV), hektometrové vlny
Anglicky Medium Waves (MW) nebo Medium frequency waves (MF). SV mají frekvence 0,3 – 3 MHz a běžně se používají k přenosu rozhlasového vysílání (SV), radionavigaci a komunikaci na malé a střední vzdálenosti.

#### Krátké vlny(KV), dekametrové vlny
Anglicky High Frequency waves (HF) nebo také Short Wave (SW) jsou kmity o frekvencích 3 – 30 MHz. Radiokomunikace na střední a velké vzdálenosti, rozhlasové krátké vlny, amatérská pásma.

#### Velmi krátké vlny(VKV), metrové vlny
Anglicky Very High Frequency waves (VHF) jsou kmity o frekvencích 30 – 300 MHz. Na těchto vlnách se vysílá frekvenčně modulované rozhlasové vysílání (FM) a některé televizní kanály (dnes již opouštěné I., II. a III. tel. pásmo), různé mobilní radiostanice včetně leteckých a lodních.

#### Ultrakrátké vlny(UKV), decimetrové vlny
Anglicky Ultra High Frequency waves (UHF), o frekvencích 0,3 – 3 GHz. Vysílají se na nich televizní kanály (IV. a V. pásmo), dnes především digitální televize. Pracují zde i další radiokomunikační služby jako mobilní telefony, Wi-Fi, GPS, vojenská komunikace.

#### Super krátké vlny(SKV), centimetrové vlny
Anglicky super high frequency waves (SHF). Frekvence 3 až 30 GHz. Radiolokace, radioreléové spoje, telekomunikace, satelitní spojení, satelitní televize.

#### Extrémně krátké vlny (EKV), milimetrové vlny
Anglicky extremely high frequency waves (EHF). Frekvence 30 až 300 GHz. Přistávací a říční radiolokátory, letecké výškoměry, radary.

## Využití
Rádiové vlny sloužily nejprve především ke komunikaci (nejprve morseovou abecedou pro radiotelegrafii, později analogovým přenosem hlasu – vysílačka). Nověji jsou rádiové přenosy využívány pro přenos dat, protože komunikace probíhá často digitálně.

### Rozhlasové vysílání
Rozhlasové vysílání využívá pásma dlouhých, středních, krátkých a velmi krátkých vln. V pásmu velmi krátkých vln se používá frekvenční modulace (FM), v ostatních pásmech amplitudová modulace (AM). Na rozhlasových přijímačích bývá někdy místo označení pásma označení druhu modulace a toto označení se někdy neprávně používá i pro označení odpovídajícího vlnového pásma (např. VKV). Od konce 20. století se prosazují digitální způsoby modulace (DAB/DAB+, DRM a další), vesměs na kratších VKV vlnách.

### Pásma rádiových vln
Následující tabulka zobrazuje rozdělení rádiových vln na jednotlivá pásma a jejich využití:
| Název pásma               | Zkratka | Značení ITU | Frekvence Vlnová délka         | Příklady využití |
| ------------------------- | ------- | ----------- | ------------------------------ | --- |
|                           |         |             | < 3 Hz 100,000 km              | |
| Extrémně nízká frekvence  | ELF     | 1           | 3–30 Hz 100,000 km – 10,000 km | Komunikace s ponorkami |
| Super nízká frekvence     | SLF     | 2           | 30–300 Hz 10,000 km – 1000 km  | Komunikace s ponorkami |
| Ultra nízká frekvence     | ULF     | 3           | 300–3000 Hz 1000 km – 100 km   | Komunikace v dolech |
| Velmi nízká frekvence     | VLF     | 4           | 3–30 kHz 100 km – 10 km        | Komunikace s ponorkami, bezdrátové měřiče pulsu |
| Nízká frekvence           | LF      | 5           | 30–300 kHz 10 km – 1 km        | Navigace, časové signály, AM vysílání (dlouhé vlny) |
| Střední frekvence         | MF      | 6           | 300–3000 kHz 1 km – 100 m      | AM vysílání (střední vlny) |
| Vysoká frekvence          | HF      | 7           | 3–30 MHz 100 m – 10 m          | Krátkovlnné vysílání a amatérské rádio |
| Velmi vysoká frekvence    | VHF     | 8           | 30–300 MHz 10 m – 1 m          | FM rádiové (velmi krátké vlny; pásmo OIRT: 65 až 74 MHz; pásmo CCIR: 87 až 108 MHz (v USA a v Evropě), od 76 MHz do 108 MHz (v Japonsku)),, Televizní vysílání a radioamatérské vysílání (144-146 MHz). |
| Ultra vysoká frekvence    | UHF     | 9           | 300–3000 MHz 1 m – 100 mm      | Televizní vysílání, radioamatérské vysílání (430-440 MHz, 1240-2300 MHz, 2300-2450 MHz), mobilní telefony, Wi-Fi, komunikace typu země-vzduch nebo vzduch-vzduch                                        |
| Super vysoká frekvence    | SHF     | 10          | 3–30 GHz 100 mm – 10 mm        | Mikrovlnná zařízení, Wi-Fi, většina moderních radarů a radioamatérské vysílání (3,4-3,41 GHz, 5,65-5,850 GHz, 10-10,5 GHz, 24-24,25 GHz)                                                                |
| Extrémně vysoká frekvence | EHF     | 11          | 30–300 GHz 10 mm – 1 mm        | Radioastronomie, vysokorychlostní mikrovlnný přenos dat a radioamatérské vysílání (47-47,2 GHz) |
|                           | IR      |             | Více než 300 GHz < 1 mm        | |

### Radioastronomie
Rádiové záření přijímané z vesmíru pomocí radioteleskopů umožňuje zkoumání mnoha vzdálených objektů, jako například supernov a pulsarů.